# Bastion Wilk
Bastion Wilk (niem. Wolf) – zabytkowy element XVII-wiecznych fortyfikacji Gdańska w postaci bastionu.

## Położenie
Bastion położony jest na obszarze dzielnicy Śródmieście, a konkretniej na południowym krańcu Dolnego Miasta, nad dawną fosą w postaci Opływu Motławy. Po jego zachodniej stronie znajduje się dawna forteczna śluza wodna na Motławie, to znaczy Śluza Kamienna. Bastion położony jest na terenie Parku nad Opływem Motławy. Od wschodu, bastion połączony jest kurtyną z Bastionem Wyskok.

## Charakterystyka
Jeden z czternastu bastionów typu staroholenderskiego, którymi obwarowano dookolnie Gdańsk w latach 1622-1636 oraz jeden z pięciu tego typu obiektów istniejących w Gdańsku do dziś. Posiada konstrukcję dwupoziomową, składa się z wału niskiego i wysokiego. Nie posiadał kazamat w swoim wnętrzu. Obiekt fortyfikacyjny mający postać nasypu ziemnego na planie pięcioboku, pokrytego darnią. 